# Richard Alan Searfoss
Richard Alan Searfoss (* 5. Juni 1956 in Mount Clemens, Bundesstaat Michigan, USA; † 29. September 2018 in Bear Valley Springs, Kalifornien) war ein  US-amerikanischer Astronaut.

## Werdegang
Searfoss erhielt 1978 einen Bachelor in Luftfahrttechnik von der United States Air Force Academy und 1979 einen Master in Luftfahrttechnik vom California Institute of Technology.
Nach seinem Eintritt in die US Air Force erhielt Searfoss 1980 seinen Pilotenschein. Von 1981 bis 1984 war er als F-111F-Pilot in Lakeneath in England stationiert. Danach war er bis 1987 auf der Mountain Home Air Force Base in Idaho Pilotenausbilder und Waffensystemoffizier auf der F-111A. 1988 erhielt er eine Ausbildung zum Testpiloten und arbeitete bis 1990 als Pilotenausbilder auf der Edwards Air Force Base.

## Astronautentätigkeit
Im Januar 1990 wurde Searfoss von der NASA als Astronautenanwärter ausgewählt. Nach seiner Ausbildung zum Shuttle-Piloten arbeitete er in verschiedenen Bereichen des Astronautenbüros.

### STS-58
Am  18. Oktober 1993 startete Searfoss als Pilot der Raumfähre Columbia zu seiner ersten Mission ins All. Es handelte sich dabei um die Spacelab-Mission SLS-2 und diente der Erforschung der Auswirkungen der Schwerelosigkeit auf den menschlichen Körper. Die Landung erfolgte auf der Edwards Air Force Base.

### STS-76
Am 22. März 1996 startete Searfoss als Pilot der Raumfähre Atlantis zur russischen Raumstation Mir. Mit der dritten Rendezvous-Mission wurde die Astronautin Shannon Lucid zur Raumstation Mir gebracht. Zusätzlich wurden Versorgungsgüter, Ausrüstungen und Experimentiergut geliefert. Außerdem wurden verschiedene Geräte außenbords der Station montiert sowie technologische und biologische Experimente im Spacehab durchgeführt.

### STS-90
Am 17. April 1998 nahm Searfoss als Kommandant der Raumfähre Columbia an seiner zweiten Spacelab-Mission STS-90 teil. Die 16-tägige Neurolab-Mission diente vor allem der Erforschung der Auswirkungen der Schwerelosigkeit auf Gehirn und Nervensystem.

## Nach der NASA
Nach seinem Ausscheiden aus der NASA und der Air Force im Jahr 1998 arbeitete Searfoss als Testpilot am Dryden Flight Research Center der NASA. Er amtierte als Schiedsrichter für den Ansari X-Prize und kürte am 4. Oktober 2004 das SpaceShipOne zum Sieger im Wettbewerb um den ersten privaten Raumflug. Außerdem war er Testpilotenausbilder in der National Test Pilot School auf dem Mojave Air & Space Port. Als Testpilot flog er das Raketenflugzeug EZ-Rocket der Firma XCOR Aerospace.
Searfoss arbeitete als Flugausbilder an der National Test Pilot School auf dem Mojave Air & Space Port und trat als Motivationsprecher auf. Bei mehreren Hollywood-Filmen fungierte er als Berater u. a. bei The Core – Der innere Kern und Oblivion. Im Film Green Lantern hatte er einen Cameo-Auftritt.
Searfoss erhielt  u. a. die Air Force Commendation Medal, das Distinguished Flying Cross und von der NASA sowohl die Medaillen für Exceptional Service Medal als auch für Outstanding Leadership.

## Privates
Richard Searfoss hinterlässt eine Ehefrau und drei Töchter.